# Jennifer Lee
Jennifer Michelle Lee (nascida Jennifer Michelle Rebecchi, East Providence, 22 de outubro de 1971), mais conhecida como Jennifer Lee, é uma cineasta, diretora e escritora norte-americana, vencedora do Oscar de Melhor Animação em 2013 pelo filme Frozen. Ela co-escreveu o roteiro para o filme Wreck-It Ralph (2012), que também foi indicado a um Oscar de melhor filme de animação.
Lee é a primeira diretora de um filme da Walt Disney Animation Studios, a primeira roteirista em qualquer grande estúdio de animação a se tornar uma diretora, e a primeira mulher a dirigir um longa-metragem que ganhou mais de 1 bilhão de dólares em bilheterias.
Entre outros projetos estiveram o roteiro da adaptação de A Wrinkle in Time em live-action, dirigida por Ava DuVernay para a Disney, o libreto da versão teatral de Frozen, e a sequência de Frozen, Frozen II.

## Biografia
Lee nasceu em 22 de outubro de 1971 em East Providence e viveu em Barrington com a sua mãe Linda Lee, o seu pai Saverio Rebecchi e a sua irmã mais velha Amy. Depois do divórcio dos seus pais, Lee e a irmã, Amy, foram viver com a sua mãe em East Providence, em Rhode Island. Lee e a sua irmã mais velha se formaram na East Providence High School e na Universidade de New Hampshire. Em 1992, Lee, ganhou um diploma de bacharel em Inglês e foi para Nova York, onde trabalhou como artista gráfica em publicação e fez desenhos para audiobooks e DVDs para Random House. Quando adulta, começou usar o nome de solteira da sua mãe, Lee, para se capacitar profissionalmente e em janeiro de 1995, mudou legalmente o seu último nome de Rebecchi para Lee.
Depois da perda de uma pessoa querida aos 20 anos, ela queria contar as suas próprias histórias. Com cerca de 30 anos de idade, ela entrou para Escola de Artes da Universidade de Columbia e obteve um grau de Master of Fine Arts em cinema. Lá ela conheceu Phil Johnston, o seu futuro parceiro de escrita em Wreck-It Ralph. Lee se formou na Columbia em 2005 e ficou em Nova York, onde desenvolveu um filme em live-action, trabalhando como assistente de direção e produtora no curta-metragem de 2004, A Thousand Words.
Em março de 2011, Johnston chamou Lee para se juntar a ele na Disney Animation em Burbank para ajudá-lo a escrever Wreck-It Ralph. O que era para ser um trabalho de oito semanas escrevendo, eventualmente ficou muito mais longo. Primeiro, pediram-lhe que continuasse até Ralph ter terminado. Ela então se envolveu com Frozen, inicialmente como roteirista e mais tarde como diretora. Quando Lee foi trazida a equipe, ela ajudou a transição do filme de uma ação-aventura para "mais musical, com mais comédia." Ela trabalhou em estreita colaboração com os compositores (Robert Lopez e Kristen Anderson-Lopez) na escrita do roteiro. Frozen deu-lhe a oportunidade de celebrar garotas "selvagens e maravilhosas" como sua própria infância, e sua filha, Agatha.
Em 17 de maio de 2014, Lee deu o discurso inicial para a classe de 2014 em sua alma mater, a Universidade de New Hampshire. Ela revelou que tinha lutado com a insegurança durante a juventude, e depois em abril, no seu primeiro ano de faculdade, seu namorado foi morto em um acidente de barco, no qual ela sentiu, "nenhuma insegurança, apenas sofrimento ... e por um breve momento ... [sabia] que era melhor do que se desperdiçar em insegurança." Anos mais tarde, essa memória a ajudaria a superar sua insegurança sobre se ela era boa o suficiente para estudar na Columbia. Em Columbia, Johnston, que reconheceu que ela era talentosa, mas insegura, um dia pediu-lhe para "prometer ... que você vai deixá-la fora de seu trabalho, só sei que você é boa o suficiente e siga em frente. "Ela concluiu: "Se eu aprendi uma coisa é que a insegurança é uma das forças mais destrutivas. Ela faz você defensivo em vez de aberto, retraído em vez de ativo. A insegurança consome e é cruel e minha esperança hoje é que todos nós possamos coletivamente concordar em proibi-la ... Por favor, saiba, de agora em diante, você é bom suficiente e ouso dizer, mais do que suficiente". A Columbia a honrou com o grau honorário de Doctor of Humane Letters.
Em agosto de 2014, Variety informou que o próximo projeto de Lee após Frozen seria uma adaptação do romance de 1962, de Madeleine L'Engle, A Wrinkle in Time. Catherine Hand, a produtora executiva da versão para televisão de 2003, e Jim Whitaker estão juntos para produzir a versão de Lee para a Disney. Depois que a notícia saiu, Lee twittou: "Estive no amor com o livro por mais de 30 anos. Escrever este roteiro significa o mundo para mim." Em fevereiro de 2016, Disney anunciou que Ava DuVernay dirigiria o filme baseado no roteiro de Lee. Em novembro de 2016, a Disney anunciou que o filme seria lançado em abril de 2018.
Em setembro de 2014, foi anunciado que Lee e Buck co-dirigiriam um curta-metragem com as personagens de Frozen chamado de Frozen Fever. Foi lançado em março de 2015. Em 12 de março de 2015, a Disney anunciou que Lee e Buck iriam co-dirigir uma sequência em longa-metragem de Frozen.
Lee foi um dos vários escritores e diretores da Disney que receberam crédito por "Liderança Criativa" no filme Big Hero 6 de 2014 e no filme Moana de 2016 e recebeu crédito como uma dos escritores que desenvolveram a história para o filme Zootopia de 2016.

## Vida Pessoal
Lee se casou com Robert Joseph Monn em 1999 (mais tarde divorciaram), juntos eles têm uma filha, Agatha Lee Monn, que nasceu em 2003. Ela cantou a música Do You Want to Build a Snowman? no filme Frozen. Lee e a sua filha vivem atualmente em San Fernando Valley.

## Filmografia
| Ano  | Filme                             | Personagem | Diretora | Roteirista     | Assistente de direção |
| ---- | --------------------------------- | ---------- | -------- | -------------- | --------------------- |
| 2004 | A Thousand Words (Curta-metragem) | Não        | Não      | Sim            | Sim                   |
| 2012 | Wreck-It Ralph                    | Não        | Não      | Sim            | Não                   |
| 2013 | Frozen                            | Sim        | Sim      | Sim            | Não                   |
| 2015 | Frozen Fever (curta)              | Não        | Sim      | Sim            | Não                   |
| 2016 | Zootopia                          | Não        | Não      | Sim (história) | Não                   |
| 2018 | A Wrinkle in Time                 | Não        | Não      | Sim            | Não                   |
| 2019 | Frozen II                         | Não        | Sim      | Sim            | Não                   |
| 2021 | Raya and the Last Dragon          | Não        | Não      | Não            | Sim                   |
| 2021 | Encanto                           | Não        | Não      | Não            | Sim                   |
| 2022 | Strange World                     | Não        | Não      | Não            | Sim                   |
| 2023 | Wish                              | Não        | Não      | Sim            | Sim                   |